# مارك كرم
مارك كرم هو لاعب بوكر كندي، ولد في 28 أغسطس 1980 في مونتريال في كندا.